# Khoai tây
Khoai tây (danh pháp hai phần: Solanum tuberosum), thuộc họ Cà (Solanaceae). Khoai tây là loài cây nông nghiệp ngắn ngày, trồng lấy củ chứa tinh bột. Chúng là loại cây trồng lấy củ rộng rãi nhất thế giới và là loại cây trồng phổ biến thứ tư về mặt sản lượng tươi – xếp sau lúa, lúa mì và ngô. Lưu trữ khoai tây dài ngày đòi hỏi bảo quản trong điều kiện lạnh.
Loài khoai tây hoang dã mọc trên khắp châu Mỹ, từ Hoa Kỳ cho tới miền nam Chile. Người ta từng cho rằng khoai tây đã được thuần hóa độc lập tại nhiều địa điểm, nhưng sau đó thử nghiệm di truyền học trên nhiều giống cây trồng và các loại khoai tây hoang dã đã chứng tỏ có một nguồn gốc duy nhất của khoai tây là ở khu vực miền nam Peru và cực tây bắc Bolivia ngày nay. Nơi con người đã thuần hóa được khoai tây từ 7 đến 10 nghìn năm trước. Sau nhiều thế kỷ chọn lọc và nhân giống, hiện nay đã có hơn một ngàn loại khoai tây khác nhau. Hơn 99% các loài khoai tây được trồng hiện nay trên toàn cầu có nguồn gốc từ nhiều giống khác nhau ở vùng đất thấp trung-nam Chile, các giống này đã được di dời từ các cao nguyên Andes.
Sau cuộc chinh phục Đế chế Inca của Tây Ban Nha, người Tây Ban Nha giới du nhập khoai tây vào châu Âu trong nửa cuối thế kỷ XVI. Sau đó nó được vận tải chủ yếu bằng đường biển ra các vùng lãnh thổ và hải cảng trên toàn thế giới. Khoai tây bị người nông dân châu Âu chậm chấp nhận do họ không tin tưởng. Để rồi sau đó nó trở thành một cây lương thực quan trọng và là cây trồng đóng vai trò làm bùng nổ dân số châu lục này trong thế kỷ XIX. Tuy nhiên, ban đầu khoai tây thiếu đa dạng di truyền, do có rất hạn chế số lượng giống cây được giới thiệu, nó còn là cây trồng dễ bị bệnh. Năm 1845, một căn bệnh thực vật gọi là bệnh rụng lá gây ra bởi nấm oomycete infestans Phytophthora, lây lan nhanh chóng thông qua các cộng đồng nghèo ở miền tây Ailen, dẫn đến mùa màng thất bát và xảy ra nạn đói. Hàng ngàn giống cây vẫn còn tồn tại ở vùng Andes, nơi mà 100 giống khoai tây khác nhau có thể tìm thấy, nhiều giống được lưu trồng bởi những hộ nông dân.
Chế độ ăn uống hàng năm của một công dân tính trung bình toàn cầu trong thập kỷ đầu thế kỷ XXI bao gồm khoảng 33 kg khoai tây. Nó vẫn là cây trồng chủ lực của châu Âu (đặc biệt là phía đông và trung tâm châu Âu), nơi sản xuất khoai tây bình quân đầu người lớn nhất, nhưng việc mở rộng trồng trọt khoai tây diễn ra mạnh mẽ nhất tại Nam Á và Đông Á trong vài thập kỷ qua. Trung Quốc hiện là nước sản xuất khoai tây lớn nhất Thế giới, gần 1/3 sản lượng khoai tây Thế giới được thu hoạch ở Trung Quốc và Ấn Độ.

## Từ nguyên
Từ "khoai tây" ý chỉ khoai từ phương tây, khoai tây ở Việt Nam được mang đến từ Pháp vào khoảng năm 1890.
Từ tiếng Anh potato có nguồn gốc từ tiếng Tây Ban Nha patata (tên này vẫn được sử dụng tại Tây Ban Nha). Học viện Hoàng gia Tây Ban Nha cho rằng từ khoai tây trong tiếng Tây Ban Nha là hợp nhất của Taino batata (khoai lang) và Quechua papa (khoai tây). Khoai tây là tên lấy theo tên của một loại khoai lang, mặc dù không có liên hệ giữa hai loài cây này. Trong nhiều biên niên sử không có sự phân biệt giữa hai loài. Thế kỷ XVI, nhà thực vật học John Gerard sử dụng tên gọi khoai tây hoang hay khoai tây Virginia cho loài này và gọi khoai lang là khoai tây thông thường.

## Đặc điểm

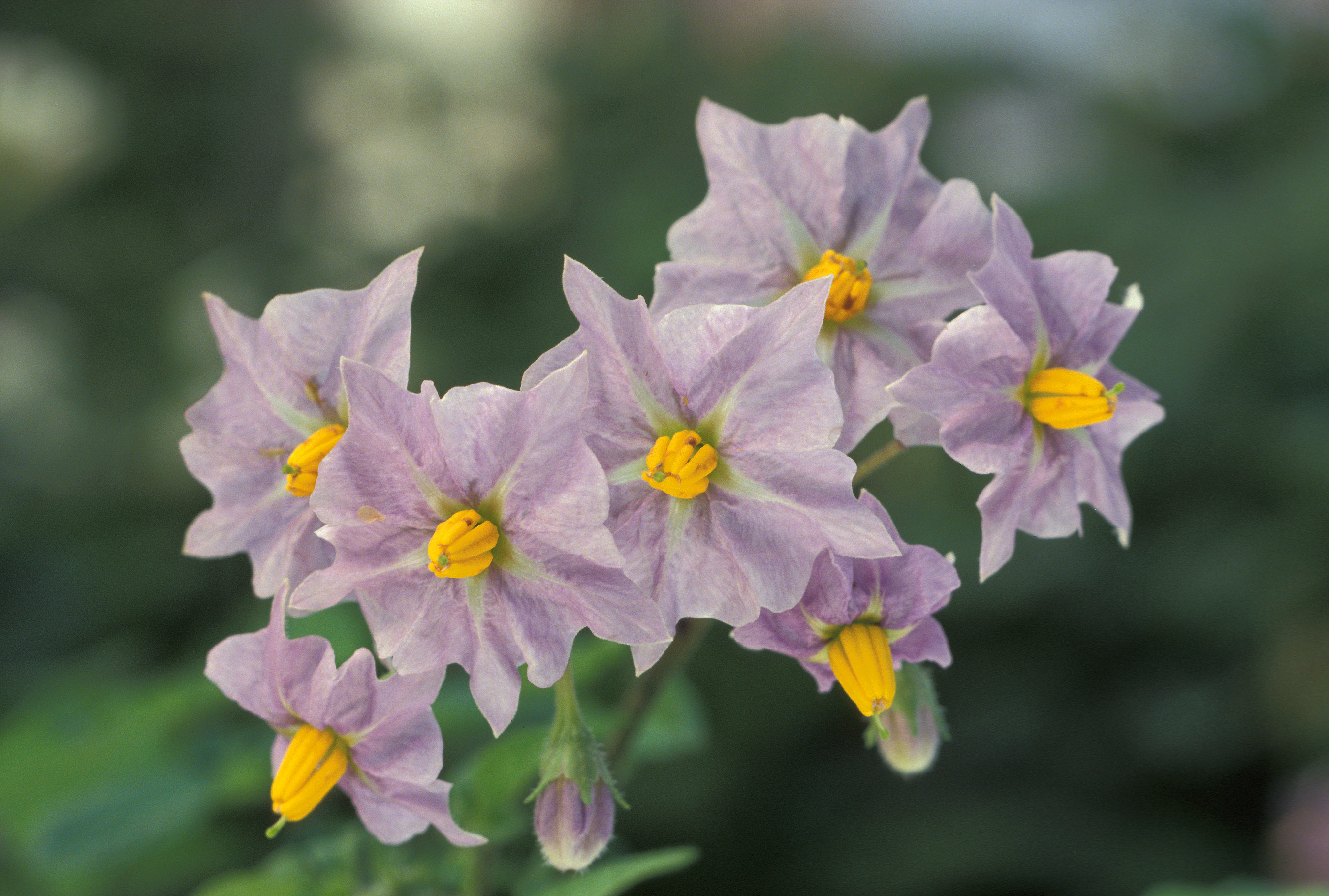
Hoa của cây khoai tây

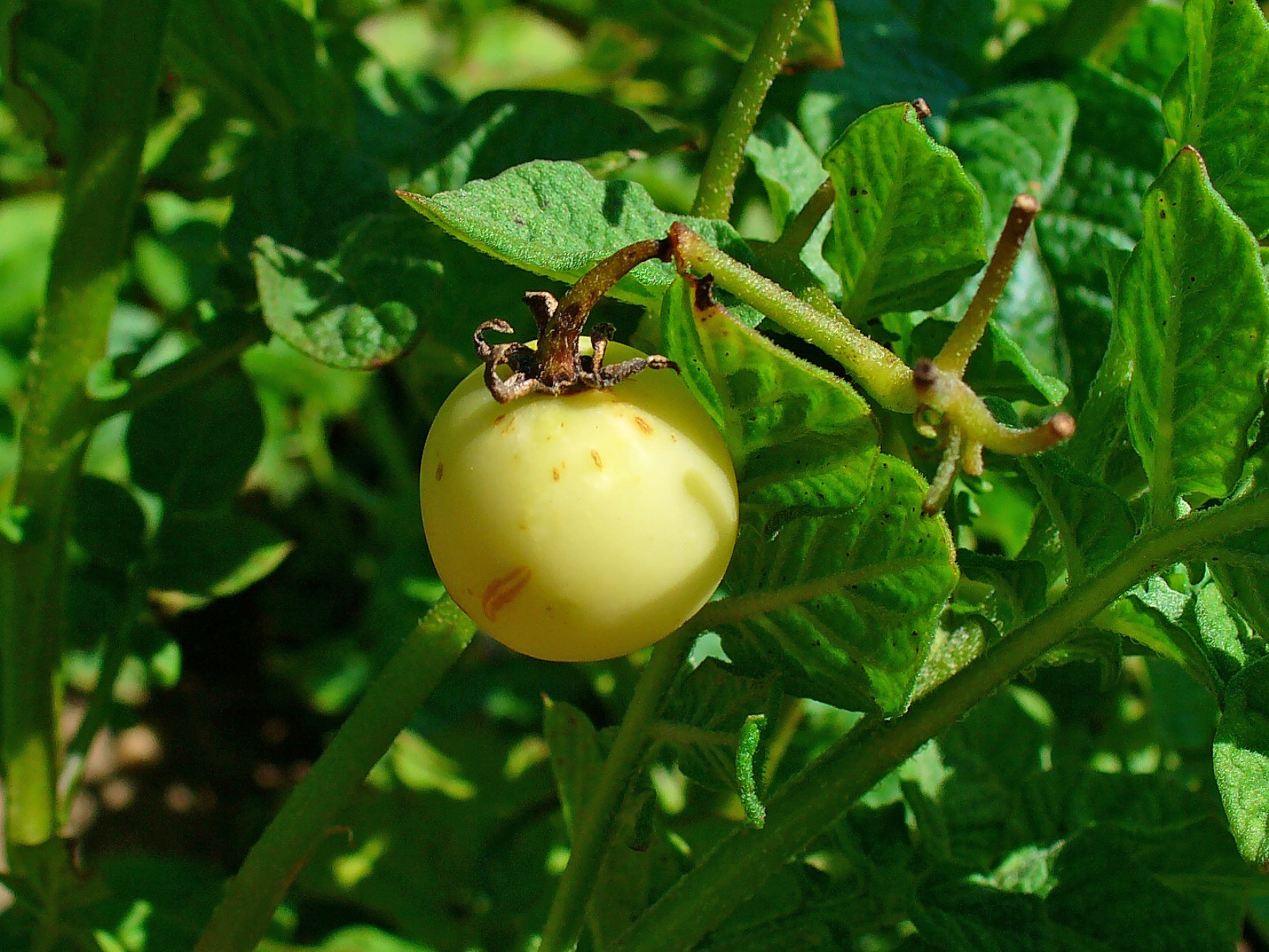
Quả khoai tây

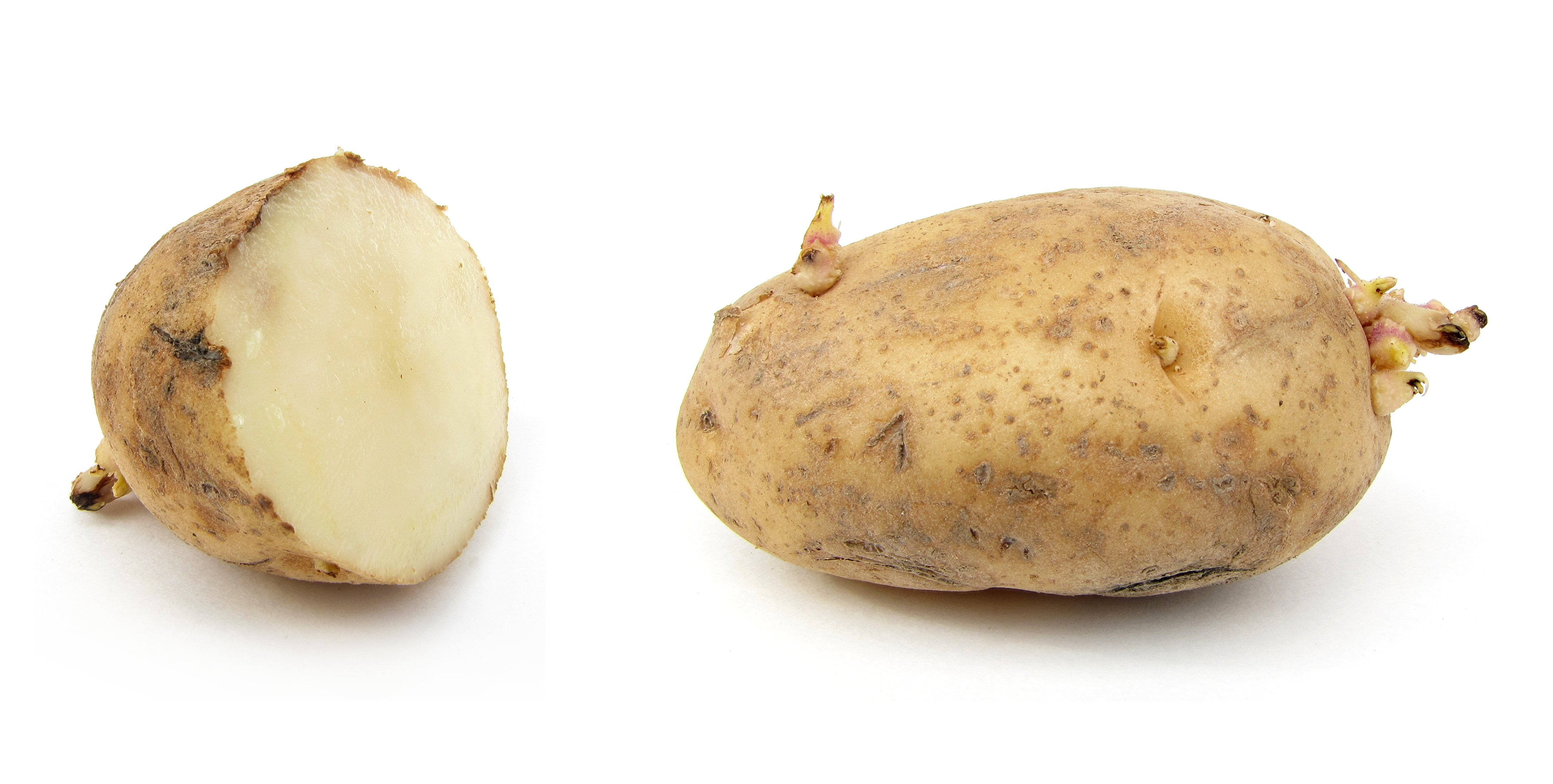
Củ khoai tây màu nâu có mầm

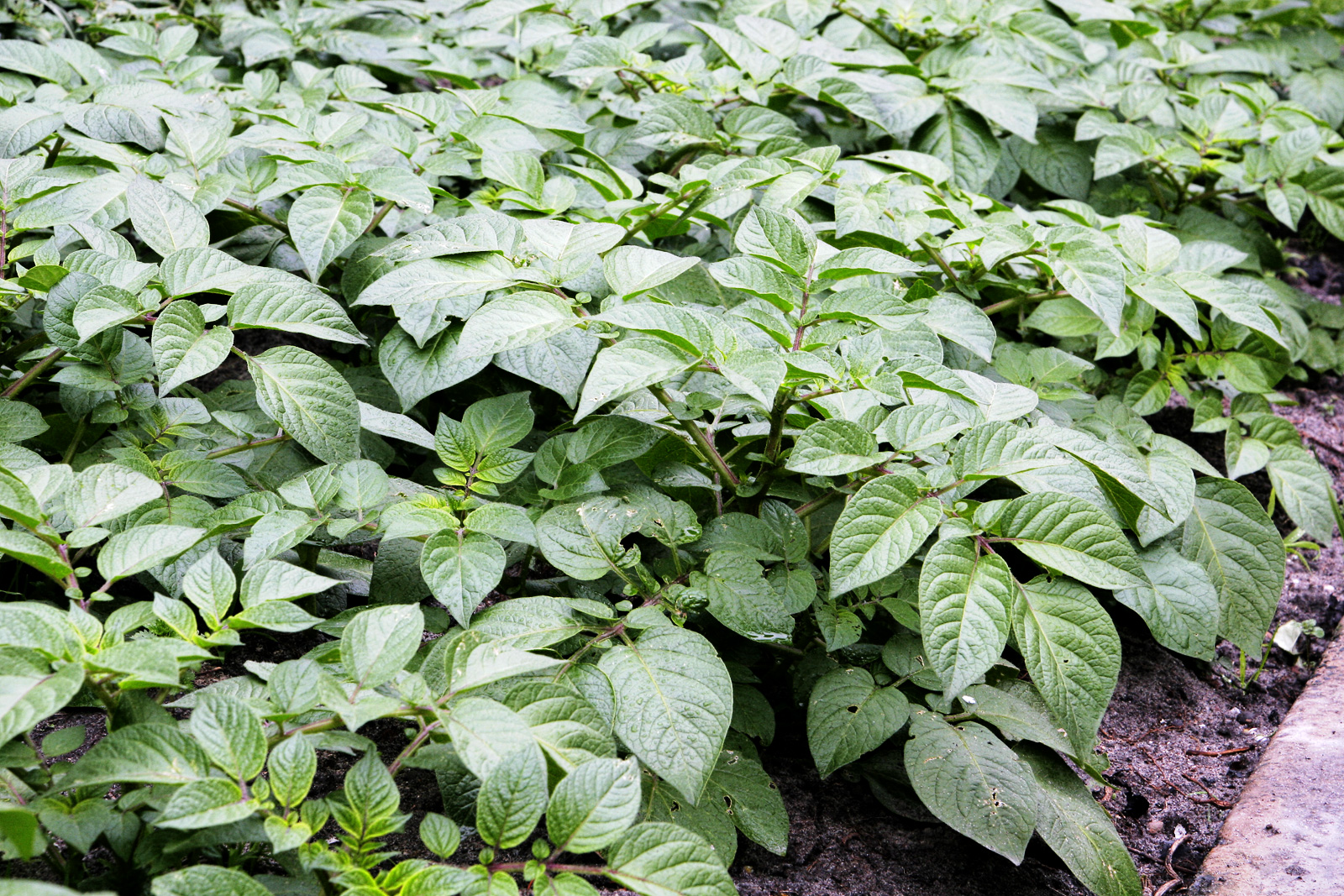
Một giống khoai tây

Cây khoai tây là cây lưu niên thân thảo phát triển khoảng 60 cm chiều cao, cây chết sau khi ra hoa. Hoa khoai Tây có màu trắng, hồng, đỏ, xanh, hoặc màu tím, nhụy hoa màu vàng. Khoai tây được thụ phấn chủ yếu bởi côn trùng, ong vò vẽ mang phấn hoa từ cây này đến cây khác, tuy nhiên cũng có một số lượng tự thụ phấn. Sau khi khoai tây ra hoa, một số giống cho ra quả màu xanh lá cây giống màu xanh trái cây cà chua anh đào, có thể chứa 300 hạt. Quả khoai tây có chứa một lượng lớn các chất độc alkaloid, solanine nên không dùng để ăn được. Tất cả các giống khoai tây mới được trồng từ hạt khác biệt với trồng bằng củ giống. Cắt trái khoai tây và ngâm xuống nước, hạt giống tách ra và chìm xuống phía dưới sau một ngày ngâm. Bất cứ loại khoai tây nào cũng có thể trồng bằng các loại củ (thực chất là thân biến dạng để dự trữ dinh dưỡng) hoặc miếng củ. Một số giống khoai tây thương mại không được sản xuất tất cả từ hạt giống (do giống không thuận lợi để ra hoa) mà được trồng bằng củ, gây nhầm lẫn với các loại củ và miếng củ bị gọi là hại giống.

## Lịch sử
Khoai tây có nguồn gốc từ Peru,, trong nghiên cứu được David Spooner xuất bản năm 2005 thì quê hương của cây khoai tây là một khu vực phía nam Peru (ngay phía bắc hồ Titicaca).
Có hàng ngàn thứ (bậc phân loại dưới loài) khoai tây đã được tìm thấy ở vùng Andes, nơi đó người ta có thể tìm thấy hơn một trăm thứ khoai tây ở một thung lũng, mỗi hộ nông dân có thể tích trữ tới mười mấy loại khoai tây khác nhau.
Hiện tại người ta cho rằng khoai tây đã được du nhập vào châu Âu vào khoảng thập niên 1570 (khoảng 80 năm sau chuyến hành trình đầu tiên của Columbus tới châu Mỹ vào năm 1492) và sau đó nó đã được những người đi biển châu Âu đưa đến các lãnh thổ và các cảng trên khắp thế giới khi chế độ thực dân châu Âu mở rộng vào thế kỷ XVII và XVIII.
Khi đã được phổ biến ở châu Âu, khoai tây đã sớm trở thành một thực phẩm và cây trồng chủ yếu ở nhiều nới khác trên thế giới. Việc thiếu sự đa dạng về di truyền do thực tế là có ít loài khoai tây khác nhau được du nhập ban đầu đã khiến cho khoai tây tại châu Âu vào thời gian này dễ bị bệnh. Năm 1845, một loại bệnh do nấm gây ra, Phytophthora infestans, cũng gọi là bệnh tàn rụi đã lan nhanh chóng khắp các khu vực ở tây Ireland, dẫn đến Nạn đói lớn Ireland. Khoai tây là loài quan trọng của một số nước châu Âu thời bấy giờ như Idaho, Maine, Bắc Dakota, Prince Edward Island, Ireland, Jersey và Nga vì vai trò rộng lớn của nó trong nền kinh tế nông nghiệp và lịch sử của các khu vực này. Nhưng trong các thập kỷ cuối của thế kỷ XX, việc mở rộng diện tích trồng trọt khoai tây lớn nhất lại là ở châu Á, nơi có khoảng 8% số lượng khoai tây trên thế giới được trồng. Kể từ khi Liên Xô bị giải tán, Trung Quốc đã trở thành quốc gia sản xuất khoai tây lớn nhất thế giới, tiếp theo là Ấn Độ.

## Di truyền học

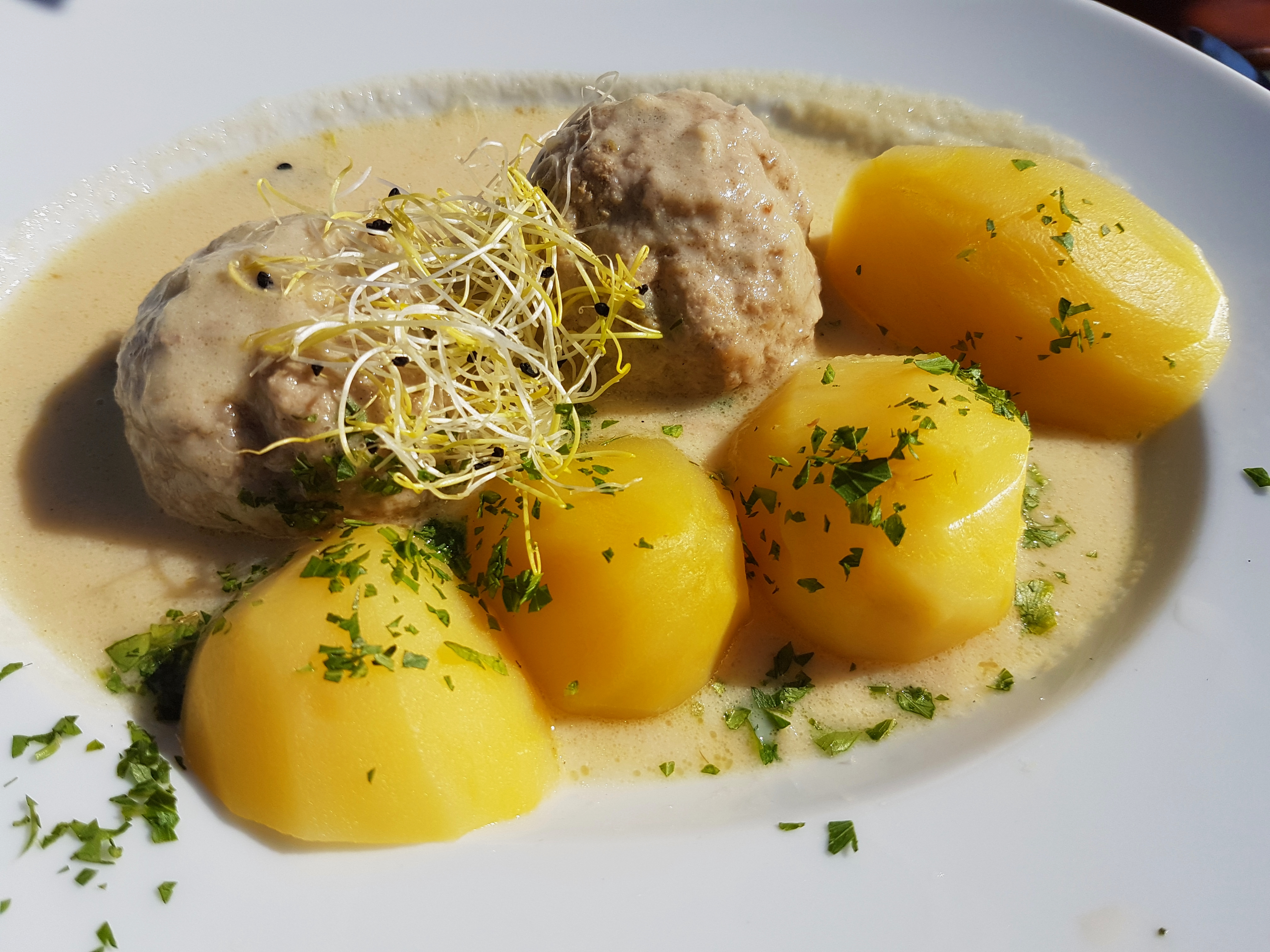
Khoai tây trong ẩm thực Đức

Có khoảng 5.000 giống khoai tây trên toàn Thế giới. Trong đó ba ngàn giống khoai tây được tìm thấy chỉ ở riêng Andes, chủ yếu ở Peru, Bolivia, Ecuador, Chile và Colombia. Ngoài 5.000 giống trồng, còn có khoảng 200 giống hoang dã, trong đó có thể có giống đã qua nhân giống với các giống được trồng. Việc này diễn ra liên tục giúp chuyển gen kháng sâu bệnh giữa khoai tây hoang dã với khoai tây trồng. Các giống biến đổi gen đã gặp sự phản đối kịch liệt từ công chúng ở Hoa Kỳ và châu Âu.
Các loài chính phát triển trên Thế giới là Solanum tuberosum (thể tứ bội với 48 nhiễm sắc thể), các giống hiện đại của loài này được trồng rộng rãi nhất. Ngoài ra còn có bốn loài lưỡng bội (24 nhiễm sắc thể) là S.stenotomum, S.phureja, S.goniocalyx và S.ajanhuiri. Có hai loài tam bội (36 nhiễm sắc thể) là S.chaucha và S.juzwpczukii. Có một loài trồng ngũ bội (với 60 NST): S. curtilobum. Có hai phân loài chính của Solanum tuberosum: andigena, hay giống Andes; và tuberosum, hay giống Chile. Khoai tây Andes thích nghi với các điều kiện ban ngày ngắn, là bản địa của ở các vùng núi xích đạo và nhiệt đới nơi phát sinh nó; tuy nhiên, khoai tây Chile là bản địa của vùng Chiloé Archipelago thích nghi với các điều kiện ngày dài ở vùng có độ cao lớn của miền nam Chile.
Trung tâm khoai tây quốc tế, có trụ sở ở Lima, Peru, nắm giữ một bộ sưu tập tiêu chuẩn ISO giống khoai tây.
Trồng khoai tây mang lại hiệu quả cao với ít công chăm sóc, nó dễ dàng thích nghi với nhiều loại khí hậu, miễn là khí hậu mát mẻ và ẩm ướt đủ cho rễ cây hút nước từ đất để tạo thành tinh bột trong củ. Củ khoai tây cần điều kiện bảo quản cao, nó dễ bị nấm mốc khiến thối củ. Ngược lại, hạt khoai tây có thể lưu trữ trong nhiều năm mà không bị hỏng.

## Vai trò trong việc cung cấp lương thực thế giới

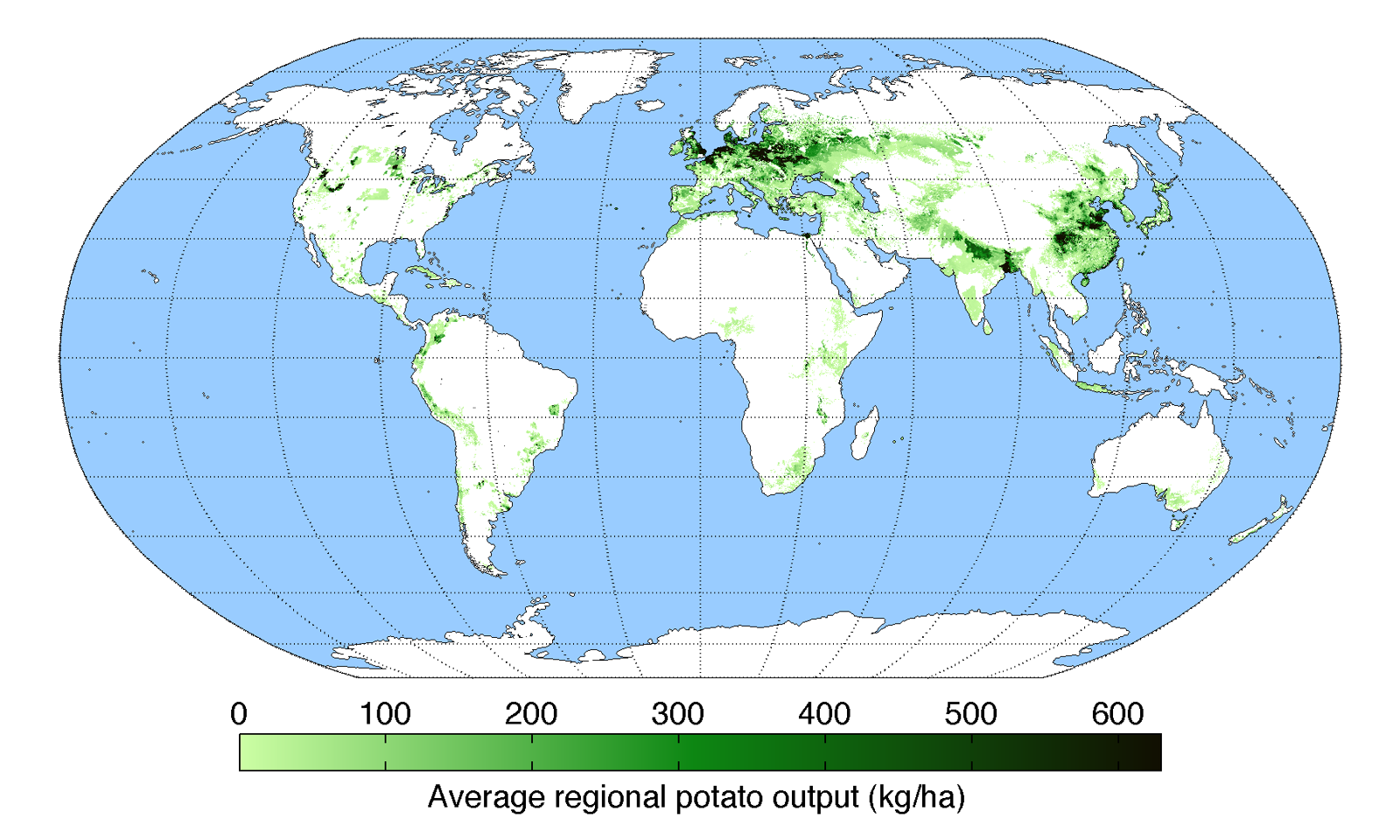
Sản xuất khoai tây trên toàn thế giới

Tổ chức Lương thực và Nông nghiệp Liên Hợp Quốc báo cáo rằng sản lượng khoai tây toàn Thế giới năm 2010 là 320 triệu tấn. Trong đó chỉ hơn 2/3 là thức ăn trực tiếp của con người, còn lại là thức ăn cho động vật và nguyên liệu sản xuất tinh bột. Điều này cho thấy chế độ ăn hàng năm của mỗi công dân toàn cầu trung bình trong thập kỷ đầu thế kỷ XXI là 33 kg khoai tây. châu Âu là nơi sản xuất khoai tây bình quân đầu người cao nhất Thê giới, trong khi hiện nay Trung Quốc là nước sản xuất khoai tây lớn nhất Thế giới, riêng sản lượng khoai tây sản xuất ở Trung Quốc và Ấn Độ chiếm một phần ba sản lượng toàn cầu. Sự thay đổi địa lý của sản xuất khoai tây đã được đi từ các nước giàu đối với khu vực có thu nhập thấp trên thế giới, mặc dù mức độ của xu hướng này là không rõ ràng.
Trong năm 2008, một số tổ chức quốc tế nêu bật vai trò của khoai tây đối với lương thực thế giới. Họ trích dẫn tiềm năng của khoai tây là một loại cây trồng ít tốn kém công chăm sóc và thích hợp với nhiều loại khí hậu và địa phương. Do củ khoai tây nhanh hỏng, chỉ 5% sản lượng được giao dịch quốc tế, đóng góp ít vào việc ổn định thị trường lương thực trong cuộc khủng hoảng lương thực năm 2007-2008. Liên Hợp Quốc chính thức tuyên bố năm 2008 là năm quốc tế về khoai tây để nâng cao hình ảnh của khoai tây ở các quốc gia đang phát triển, gọi nó là cây lương thực kho báu.

## Dinh dưỡng
Khoai tây có chứa các vitamin, khoáng chất và một loạt các hóa chất thực vật như các carotenoit và phenol tự nhiên. Axít chlorogenic cấu thành đến 90% của phenol trong khoai tây. Các hợp chất khác trong khoai tây là axit 4-O-caffeoylquinic (axit crypto-clorogenic), axit 5-O-caffeoylquinic (axit neo-clorogenic), axit 3,4-dicaffeoylquinic và 3,5-dicaffeoylquinic. Trong một củ khoai tây còn vỏ có kích thước trung bình 150 g, cung cấp 27 mg vitamin C (45% giá trị hàng ngày), 620 mg kali (18%), o,2 mg vitamin B6(10%) và một lượng rất nhỏ thiamin, riboflavin, folate, niacin, magnesi, phosphor, sắt và kẽm.
Khoai tây chứa khoảng 26 g cacbohydrat trong một củ trung bình. Các hình thức chủ yếu của cacbonhydrat này là tinh bột. Một phần nhỏ trong đó có khả năng chống tiêu hoá từ enzym trong dạ dày và ruột non. Tinh bột khoáng này được coi là có hiệu ứng sinh lý và lợi ích cho sức khỏe giống chất xơ: là chống ung thư ruột kết, tăng khả năng nạp glucose, giảm nồng độ cholesterol và chất béo trung tính trong huyết tương, tăng cảm giác no, thậm chí nó có thể làm giảm chất béo tích trữ trong cơ thể. Cách chế biến khoai tây có thể làm thay đổi đáng kể hàm lượng dinh dưỡng. Ví dụ khoai tây nấu chín chứa 7% tinh bột khoáng, khi làm nguội đi thì nó tăng lên 13%.
Khoai tây được xếp vào loại thức ăn có chỉ số Glycemic(GI) cao, do đó nó thường bị loại trừ ra khỏi chế độ ăn của những người cố gắng theo chế độ ăn uống với GI thấp. Trong thực tế chỉ số GI tùy thuộc mỗi loại khoai tây khác nhau là khác nhau.
Do chứa nhiều cacbonhydrat, khoai tây được cho là khiến cho người bị béo phì dư thừa nhiều hơn chất béo. Tuy nhiên, nghiên cứu của Đại học California, Davis và Trung tâm Quốc gia về An toàn Thực phẩm và Công nghệ, Viện Công nghệ Illinois chứng minh rằng mọi người có thể đưa khoai tây vào chế độ ăn uống của họ và vẫn giảm cân.

### So với các loại thực phẩm thiết yếu khác
Bảng dưới đây thể hiện hàm lượng dinh dưỡng của khoai tây và các thực phẩm thiết yếu khác, mỗi loại là một dòng. các loại thực phẩm thiết yếu thường không ăn sống mà phải qua chế biến hoặc nấu chín. Ở dạng nấu chín, hàm lượng dinh dưỡng và kháng dinh dưỡng tương đối của mỗi hạt có thể khác với các giá trị được báo cáo trong bảng này.
| Thực phẩm thiết yếu                    | Ngô (bắp)[A] | Gạo trắng[B] | Lúa mì[C] | Khoai tây[D] | Sắn (khoai mì)[E] | Đậu tương (đậu nành), xanh[F] | Khoai lang[G] | Khoai từ[Y] | Cao lương[H] | Chuối nấu ăn[Z] | RDA          |
| -------------------------------------- | ------------ | ------------ | --------- | ------------ | ----------------- | ----------------------------- | ------------- | ----------- | ------------ | --------------- | ------------ |
| Hàm lượng nước (%)                     | 10           | 12           | 13        | 79           | 60                | 68                            | 77            | 70          | 9            | 65              |              |
| Số gam tươi trên 100 g trọng lượng khô | 111          | 114          | 115       | 476          | 250               | 313                           | 435           | 333         | 110          | 286             |              |
| Dinh dưỡng                             |              |              |           |              |                   |                               |               |             |              |                 |              |
| Năng lượng (kJ)                        | 1698         | 1736         | 1574      | 1533         | 1675              | 1922                          | 1565          | 1647        | 1559         | 1460            | 8,368–10,460 |
| Protein (g)                            | 10.4         | 8.1          | 14.5      | 9.5          | 3.5               | 40.6                          | 7.0           | 5.0         | 12.4         | 3.7             | 50           |
| Chất béo (g)                           | 5.3          | 0.8          | 1.8       | 0.4          | 0.7               | 21.6                          | 0.2           | 0.6         | 3.6          | 1.1             | 44–77        |
| Carbohydrat (g)                        | 82           | 91           | 82        | 81           | 95                | 34                            | 87            | 93          | 82           | 91              | 130          |
| Chất xơ (g)                            | 8.1          | 1.5          | 14.0      | 10.5         | 4.5               | 13.1                          | 13.0          | 13.7        | 6.9          | 6.6             | 30           |
| Đường (g)                              | 0.7          | 0.1          | 0.5       | 3.7          | 4.3               | 0.0                           | 18.2          | 1.7         | 0.0          | 42.9            | tối thiểu    |
| Khoáng chất                            | [A]          | [B]          | [C]       | [D]          | [E]               | [F]                           | [G]           | [Y]         | [H]          | [Z]             | RDA          |
| Calci (mg)                             | 8            | 32           | 33        | 57           | 40                | 616                           | 130           | 57          | 31           | 9               | 1,000        |
| Sắt (mg)                               | 3.01         | 0.91         | 3.67      | 3.71         | 0.68              | 11.09                         | 2.65          | 1.80        | 4.84         | 1.71            | 8            |
| Magnesi (mg)                           | 141          | 28           | 145       | 110          | 53                | 203                           | 109           | 70          | 0            | 106             | 400          |
| Phosphor (mg)                          | 233          | 131          | 331       | 271          | 68                | 606                           | 204           | 183         | 315          | 97              | 700          |
| Kali (mg)                              | 319          | 131          | 417       | 2005         | 678               | 1938                          | 1465          | 2720        | 385          | 1426            | 4700         |
| Natri (mg)                             | 39           | 6            | 2         | 29           | 35                | 47                            | 239           | 30          | 7            | 11              | 1,500        |
| Kẽm (mg)                               | 2.46         | 1.24         | 3.05      | 1.38         | 0.85              | 3.09                          | 1.30          | 0.80        | 0.00         | 0.40            | 11           |
| Đồng (mg)                              | 0.34         | 0.25         | 0.49      | 0.52         | 0.25              | 0.41                          | 0.65          | 0.60        | -            | 0.23            | 0.9          |
| Mangan (mg)                            | 0.54         | 1.24         | 4.59      | 0.71         | 0.95              | 1.72                          | 1.13          | 1.33        | -            | -               | 2.3          |
| Seleni (μg)                            | 17.2         | 17.2         | 81.3      | 1.4          | 1.8               | 4.7                           | 2.6           | 2.3         | 0.0          | 4.3             | 55           |
| Vitamin                                | [A]          | [B]          | [C]       | [D]          | [E]               | [F]                           | [G]           | [Y]         | [H]          | [Z]             | RDA          |
| Vitamin C (mg)                         | 0.0          | 0.0          | 0.0       | 93.8         | 51.5              | 90.6                          | 10.4          | 57.0        | 0.0          | 52.6            | 90           |
| Thiamin (B1) (mg)                      | 0.43         | 0.08         | 0.34      | 0.38         | 0.23              | 1.38                          | 0.35          | 0.37        | 0.26         | 0.14            | 1.2          |
| Riboflavin (B2) (mg)                   | 0.22         | 0.06         | 0.14      | 0.14         | 0.13              | 0.56                          | 0.26          | 0.10        | 0.15         | 0.14            | 1.3          |
| Niacin (B3) (mg)                       | 4.03         | 1.82         | 6.28      | 5.00         | 2.13              | 5.16                          | 2.43          | 1.83        | 3.22         | 1.97            | 16           |
| Acid pantothenic (B5) (mg)             | 0.47         | 1.15         | 1.09      | 1.43         | 0.28              | 0.47                          | 3.48          | 1.03        | -            | 0.74            | 5            |
| Vitamin B6 (mg)                        | 0.69         | 0.18         | 0.34      | 1.43         | 0.23              | 0.22                          | 0.91          | 0.97        | -            | 0.86            | 1.3          |
| Tổng số Folate (B9) (μg)               | 21           | 9            | 44        | 76           | 68                | 516                           | 48            | 77          | 0            | 63              | 400          |
| Vitamin A (IU)                         | 238          | 0            | 10        | 10           | 33                | 563                           | 4178          | 460         | 0            | 3220            | 5000         |
| Vitamin E, alpha-tocopherol (mg)       | 0.54         | 0.13         | 1.16      | 0.05         | 0.48              | 0.00                          | 1.13          | 1.30        | 0.00         | 0.40            | 15           |
| Vitamin K1 (μg)                        | 0.3          | 0.1          | 2.2       | 9.0          | 4.8               | 0.0                           | 7.8           | 8.7         | 0.0          | 2.0             | 120          |
| Beta-carotene (μg)                     | 108          | 0            | 6         | 5            | 20                | 0                             | 36996         | 277         | 0            | 1306            | 10500        |
| Lutein+zeaxanthin (μg)                 | 1506         | 0            | 253       | 38           | 0                 | 0                             | 0             | 0           | 0            | 86              | 6000         |
| Chất béo                               | [A]          | [B]          | [C]       | [D]          | [E]               | [F]                           | [G]           | [Y]         | [H]          | [Z]             | RDA          |
| Acid béo bão hòa (g)                   | 0.74         | 0.20         | 0.30      | 0.14         | 0.18              | 2.47                          | 0.09          | 0.13        | 0.51         | 0.40            | tối thiểu    |
| Acid béo không bão hòa đơn (g)         | 1.39         | 0.24         | 0.23      | 0.00         | 0.20              | 4.00                          | 0.00          | 0.03        | 1.09         | 0.09            | 22–55        |
| Acid béo không bão hòa đa (g)          | 2.40         | 0.20         | 0.72      | 0.19         | 0.13              | 10.00                         | 0.04          | 0.27        | 1.51         | 0.20            | 13–19        |
|                                        | [A]          | [B]          | [C]       | [D]          | [E]               | [F]                           | [G]           | [Y]         | [H]          | [Z]             | RDA          |

A  ngô vàng, tươi

B  gạo trắng hạt dài, tươi, chưa làm sạch

C  lúa mì mùa đông, hạt đỏ, cứng, tươi

D  khoai tây tươi, còn vỏ

E  sắn tươi

F  đậu tương xanh tươi

G  khoai lang tươi

H  cao lương tươi

Y  khoai từ tươi

Z  chuối nấu ăn, tươi

/*  không chính thức

## Độc tính

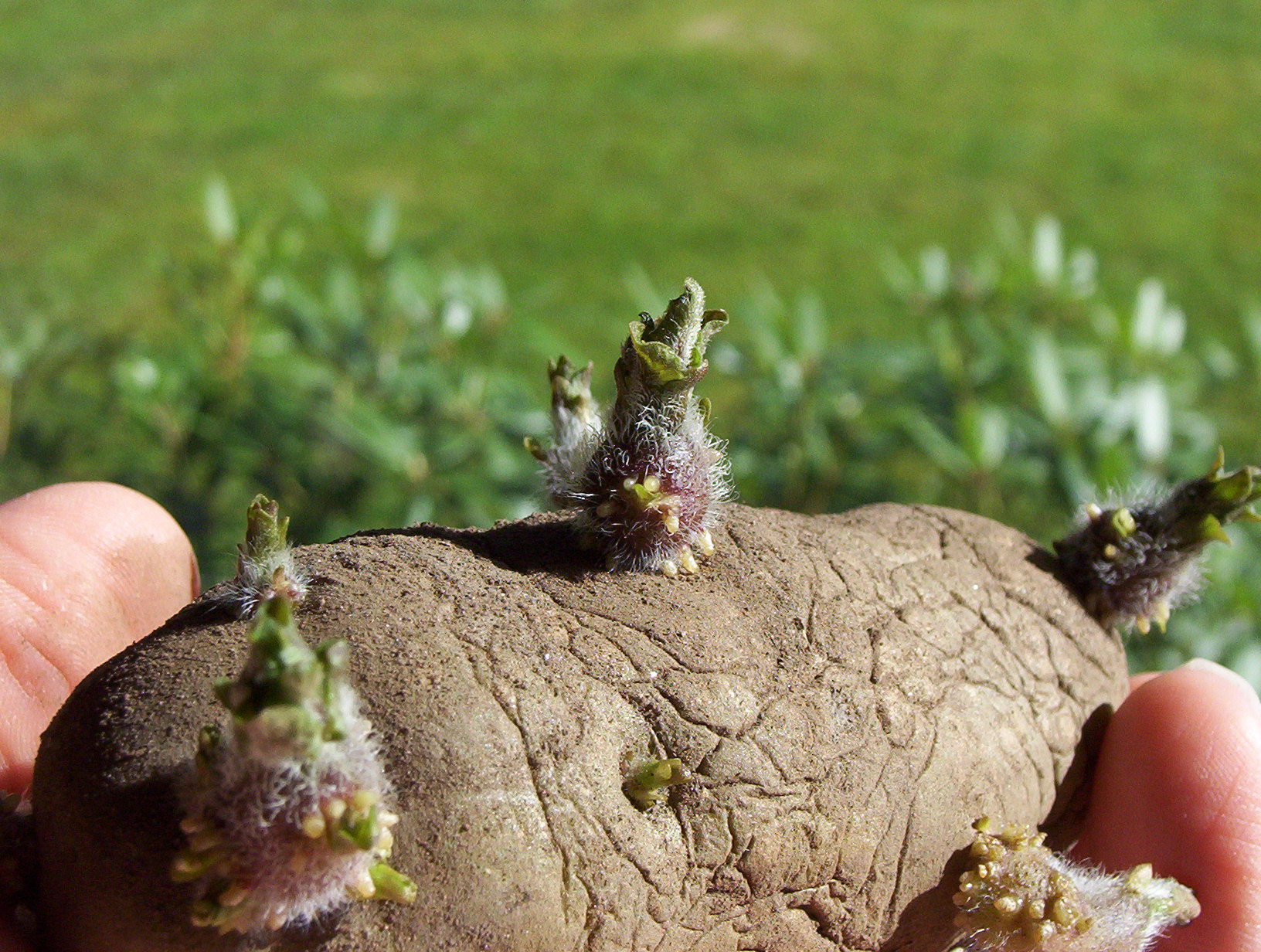
Chồi non của củ khoai tây

Khoai tây đã mọc mầm chứa nhiều chất độc. Khi thấy củ khoai tây đã mọc mầm thì nên vứt bỏ, tuyệt đối không nên ăn.
Khoai tây chứa những hợp chất độc hại được biết đến như là các glycoalkaloid, phổ biến nhất là solanin và chaconin. Solanin cũng được tìm thấy trong một số cây như cây bạch anh độc, thiên tiên tử (Hyoscyamus niger), cây thuốc lá (Nicotiana spp.), cà tím và cà chua. Độc tố này ảnh hưởng đến hệ thần kinh, gây ra sự yếu ớt và nhầm lẫn.
Các chất thuốc bảo vệ thực vật, tích tụ ở phần lá, mầm và quả khoai tây. Nấu ăn trên 170 °C làm giảm chất độc. Nồng độ của glycoalkaloid trong khoai tây hoang dã đủ để gây hại cho cơ thể người, nó gây ra nhức đầu, tiêu chảy, chuột rút và nghiêm trọng hơn khiến người ăn hôn mê dẫn tới tử vong. Tuy vậy ngộ độc do khoai tây rất ít xảy ra. Ánh sáng làm diệp lục tổng hợp clorophyl, đó là nguyên nhân khiến một số khu vực của củ có thể độc. Một số giống khoai tây chứa nhiều chất độc glycoalkaloid hơn các giống khác, các nhà lai tạo giống thông qua thử nghiệm sẽ loại bỏ các cây có tính độc. Họ cố gắng giữ mức solanin dưới 200 mg/kg. Tuy nhiên, khi các củ giống thương mại có màu xanh, hàm lượng chất solanin có thể lên tới 1.000 mg/kg. Trong một củ khoai tây bình thường có 12–20 mg/kg glycoalkaloid, củ khoai tây có mầm là 250–280 mg/kg, trong củ khoai tây vỏ xanh là 1.500-2.200 mg/kg.

## Phát triển

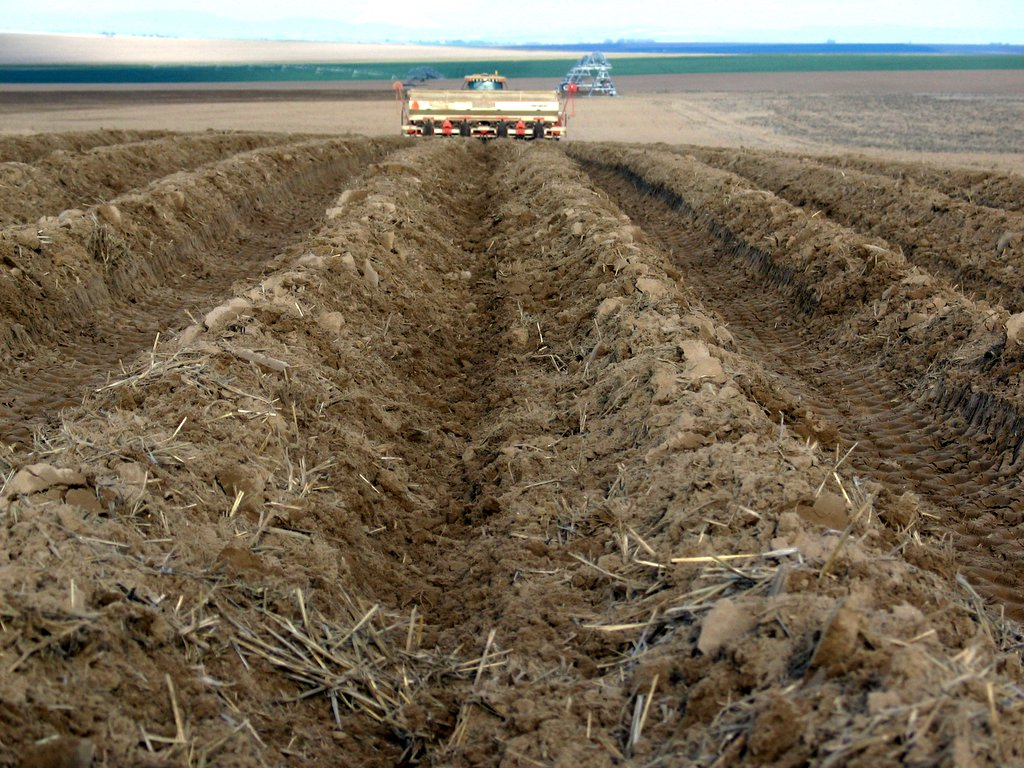
Trồng khoai tây ở Washington

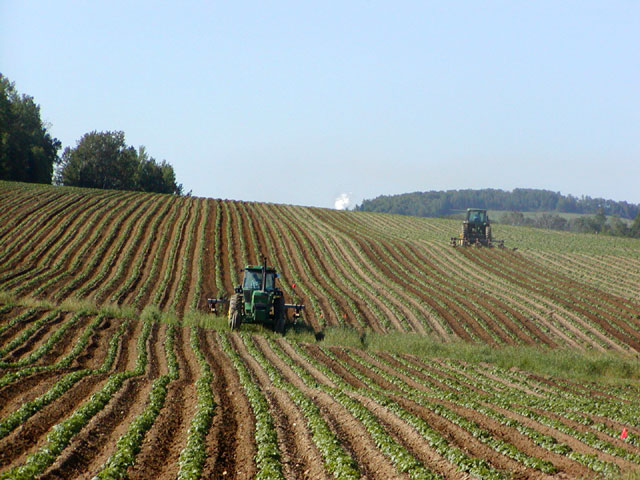
Một cánh đồng trồng khoai tây

Khoai tây được trồng từ hạt giống khoai tây và củ giống, giống được chọn lựa kĩ để loại bỏ bệnh. Chỉ có 15 trên 50 tiểu bang của Mỹ phát triển giống khoai tây. Một số địa điểm chọn giống trong mùa đông lạnh cứng nhằm hạn chế các giống sâu hại, hoặc giống trong mùa hè để có sự tăng trưởng tối ưu. Tại Anh, hầu hết các giống khoai tây có nguồn gốc từ Scotland trong những cơn gió tây ngăn chặn sự tấn công của rệp và virus bệnh. Sự phát triển của khoai tây chia làm 5 giai đoạn. Trong giai đoạn đầu, mầm bắt đầu xuất hiện từ khoai tây giống, sự tăng trưởng bắt đầu. Trong giai đoạn thứ hai, quá trình quang hợp bắt đầu khi cây phát triển lá. Trong giai đoạn ba, nhánh cây phát triển từ nách lá thấp, khi nhánh đủ lớn sẽ có hoa, củ khoai tây sẽ dừng phát triển khi nhiệt độ đất trên 26,7 °C, do đó khoai tây được gọi là cây trồng mùa lạnh. Củ khai tây phát triển nhất ở giai đoạn thứ tư, dinh dưỡng tập trung để hình thành và làm to củ. Ở giai đoạn này một số yếu tố quan trọng là độ ẩm tối ưu trong đất, nhiệt độ đất và dinh dưỡng cần được đảm bảo. Giai đoạn cuối là sự héo tán cây, vỏ củ cứng lại, đường chuyển hóa thành tinh bột.
Củ mới có thể phát sinh trên mặt đất, vỏ khoai tây tiếp xúc với ánh sáng sẽ thúc đẩy tạo chất độc solanine. Để tránh điều này xảy ra, người trồng dùng phương pháp vun gốc khoai tây, một cách khác là trồng khoai tây với các chất rải che nắng như rơm rạ hoặc các tấm nhựa. Trồng trọt khoai tây có thể khó trong một số trường hợp. Chuẩn bị mặt đất bằng, bừa, cày trước khi trồng, làm sạch cỏ dại và thời tiến thuận lợi sẽ là điều kiện tốt trước khi trồng khoai tây. Người trồng có thể trồng khoai tây với một miếng khoai tây có hai hoặc ba mắt trong một luống đất cao vừa. Cây khoai tây rất nhạy cảm với sương giá, nó làm hỏng mặt đất. Ngay cả thời tiết lạnh làm thân cây khoai tây tím, có thể làm thối và hỏng cả một cây lớn. Sau khi thu hoạch, củ khoai tây có thể bị xước và lột ra khi thu hoạch, nó sẽ tự hồi phục và chữa lành, ngăn ngừa nhiễm trùng và mất nước từ củ trong quá trình lưu trữ.

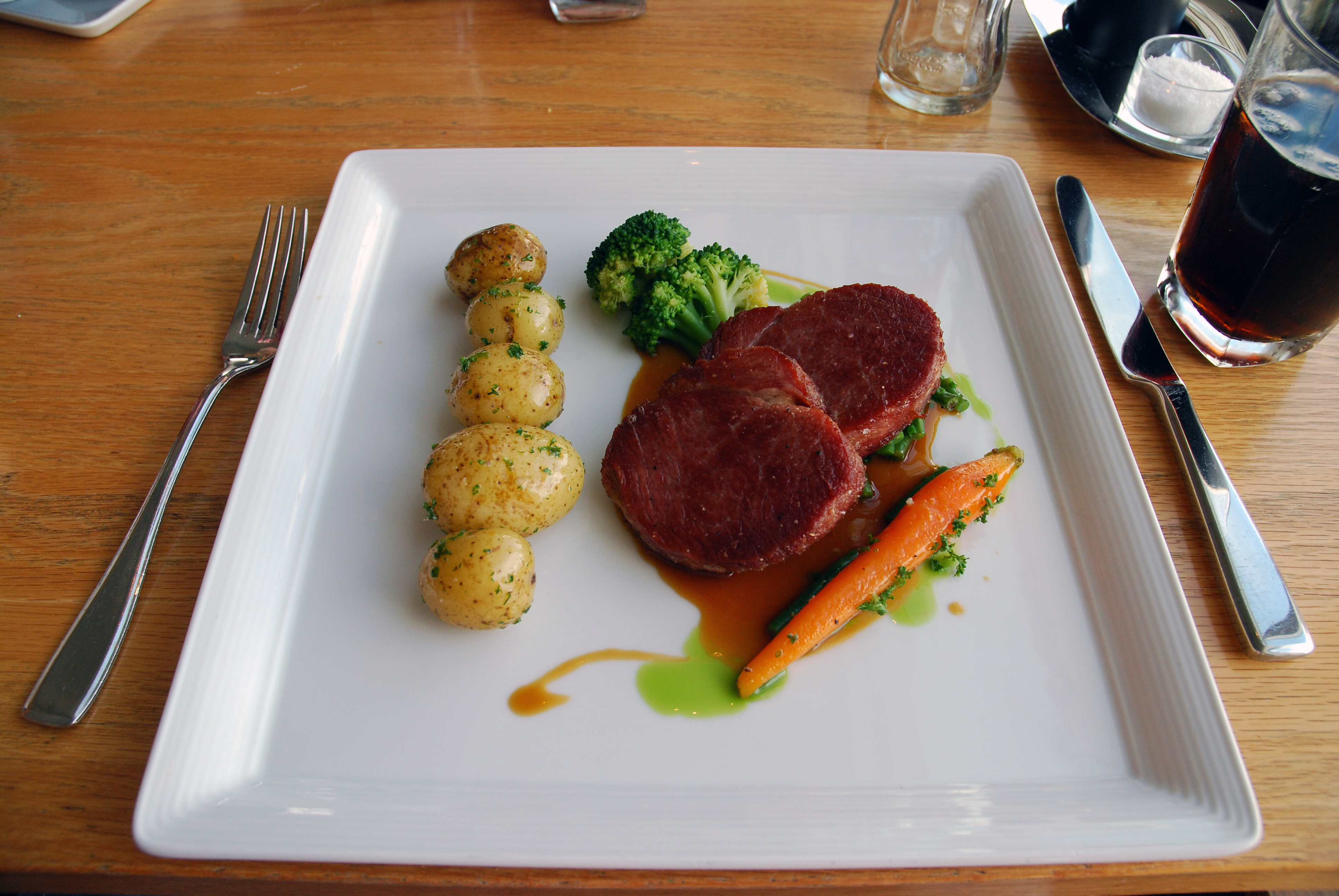
Khoai tây trong một bữa ăn sáng

Lưu trữ củ khoai tây: Các cơ sở dùng để lưu trữ củ khoai tây được thiết kế cẩn thận giữ cho khoai tây sống và làm chậm quá trình phân hủy, trong đó bao gồm sự phân hủy tinh bột. Địa điểm lưu trữ có đặc điểm tối, thông thoáng và nhiệt độ lưu trữ lâu dài khoảng 4 °C (39 °F). Đối với lưu trữ ngắn hạn trước khi nấu, nhiệt độ khoảng 7 °C (45 °F) đến 10 °C (50 °F) là phù hợp. Nhiệt độ dưới 4 °C, xảy ra quá trình biến đổi tinh bột trong đường, làm thay đổi hương vị và chất lượng nấu ăn và làm tăng chất acrylamide khi nấu chín, đặc biệt trong các món ăn chiên. Một nghiên cứu về acrylamide trong thực phẩm giàu tinh bột năm 2002 đã khám phá ra chất này dẫn đến nhiều vấn đề sức khỏe khi nó được cho là gây ung thư.
Trong điều kiện lưu trữ tối ưu cho thương mại, khoai tây có thể lưu trữ đến 1o-12 tháng. Khi lưu trữ tại các gia đình chỉ được khoảng vài tuần. Nếu củ khoai xuất hiện màu xanh lá cây và nảy mầm, các khu vực này cần được cắt bỏ trước khi sử dụng. Cắt hoặc bóc các khu vực bị xanh vỏ không đủ để loại bỏ độc tố copresent, nó cũng không nên dùng cho động vật. Khi lưu giữ khoai tây ở các gia đình, nó có thể được bảo quản trong khoảng 1-2 tuần trong túi giấy, nơi khô, mát, nơi ít ánh sáng và thông thoáng. Nếu để khoai tây trong tủ lạnh, chấm đen có thể xuất hiện và xảy ra quá trình biết đổi tinh bột tạo mùi vị khó chịu khi nấu chín. Nếu giữ ở nhiệt độ quá nóng, củ khoai tây sẽ nảy mần và thối. Ngoài ra có một đặc điểm là củ khoai tây hấp thụ mùi hôi bởi quả lê.
Sản lượng: Năm 2010, 18,6 triệu ha đất trên thế giới được dùng để trồng khoai tây. Sản lượng trung bình là 17,4 tấn/ha. Trang trại trồng khoai tây ở Hoa Kỳ đạt sản lượng với 44,3 tấn/ha, nông dân New Zealand là những người sản xuất khoai tây có sản lượng cao nhất Thế giới, dao động từ 60-80 tấn/ha, kỷ lục được ghi nhận là 88 tấn/ha.
Sâu bệnh: Bệnh Phytophthora infestans (bệnh giá sương mai) vẫn tàn phá nặng ngành công nghiệp khoai tây ở châu Âu và Hoa Kỳ. Một số bệnh khoai tây khác như Rhizoctonia, Sclerotinia, chân đen, nấm mốc bột, vảy bột, virus leafroll và đầu màu tím. Côn trùng thường là nguyên nhân truyền bệnh khoai tây và trực tiếp phá hoại thân cây như bọ khoai tây Colorado, sâu bướm khoai tây, đào rệp xanh, rệp khoai tây, bọ trĩ, bọ ve. Tuyến rễ khoai tây có một loài vi trùng phát triển mạnh làm héo cây, loài này có thể tồn tại trong đất nhiều năm, nên việc trồng luân canh được khuyến khích.

## Việt Nam
Khoai tây được nhập vào Việt Nam năm 1890. Từ năm 1980, khoai tây được quan tâm và đã có đề tài nghiên cứu cấp Nhà nước mà Viện Khoa học và kỹ thuật Nông nghiệp Việt Nam (KHKTNNVN) là cơ quan chủ trì. Nhờ vậy, năng suất khoai tây đã được nâng cao, trước thường là 8 tấn/ha, cao nhất là 18-20 tấn/ha, từ năm 1981 đến nay, năng suất bình quân đạt gần 12 tấn/ha, cao nhất đạt 35-40 tấn/ha, có thời điểm khoai tây đã xuất khẩu sang Nga (có năm tới 1.000 tấn). Khi lương thực lúa gạo và ngô dồi dào thì khoai tây được nghiên cứu theo hướng chất lượng và hiệu quả.